# GSC1867-814
GSC1867-814 — хімічно пекулярна зоря спектрального класу A5, що має видиму зоряну величину в смузі V приблизно  0,0.